# Sermersooq
Sermersooq (en groenlandès: Kommuneqarfik Sermersooq, literalment «lloc de molt de gel») és un municipi de Groenlàndia, establert l'1 de gener de 2009. En aquest municipi es troba la capital de Groenlàndia, Nuuk (en danès: Godthåb). Amb 21.868 habitants (2013), és el municipi més poblat de l'illa. El municipi conforma els antics municipis de l'est i el sud-oest de Groenlàndia que eren:
- Ammassalik
- Ittoqqortoormiit
- Ivittuut
- Nuuk
- Paamiut

## Geografia
El municipi es troba al centre-sud i l'est de Groenlàndia, amb una superfície de 531,900 km². És el segon municipi més gran del món per regió, després de Qaasuitsup. Al sud està flanquejat pel municipi de Kujalleq, amb la frontera que passa pel fiord d'Alanngorsuaq. Les aigües que flueixen al voltant de la costa occidental del municipi són les del mar de Labrador, que al nord es redueix fins a formar l'estret de Davis que separa l'illa de Groenlàndia de l'illa de Baffin.
Al nord-oest, el municipi limita amb el municipi de Qeqqata i més al nord amb el municipi de Qaasuitsup. Aquesta última frontera, tanmateix, transcorre de nord a sud a través del centre (meridià 45° oest) de la glacera continental groenlandesa (en groenlandès: Sermersuaq) i, per tant, és lliure de trànsit. Al nord, el municipi limita amb el Parc Nacional del Nord-est de Groenlàndia. A l'est, a prop de l'assentament d'Ittoqqortoormiit, la frontera municipal travessa el fiord de Kangertittivaq, que desemboca al fred mar de Groenlàndia. Les costes del sud-oest són vorejades pel fiord de Kurblua del mar d'Irminger a l'oceà Atlàntic Nord.

## Transports

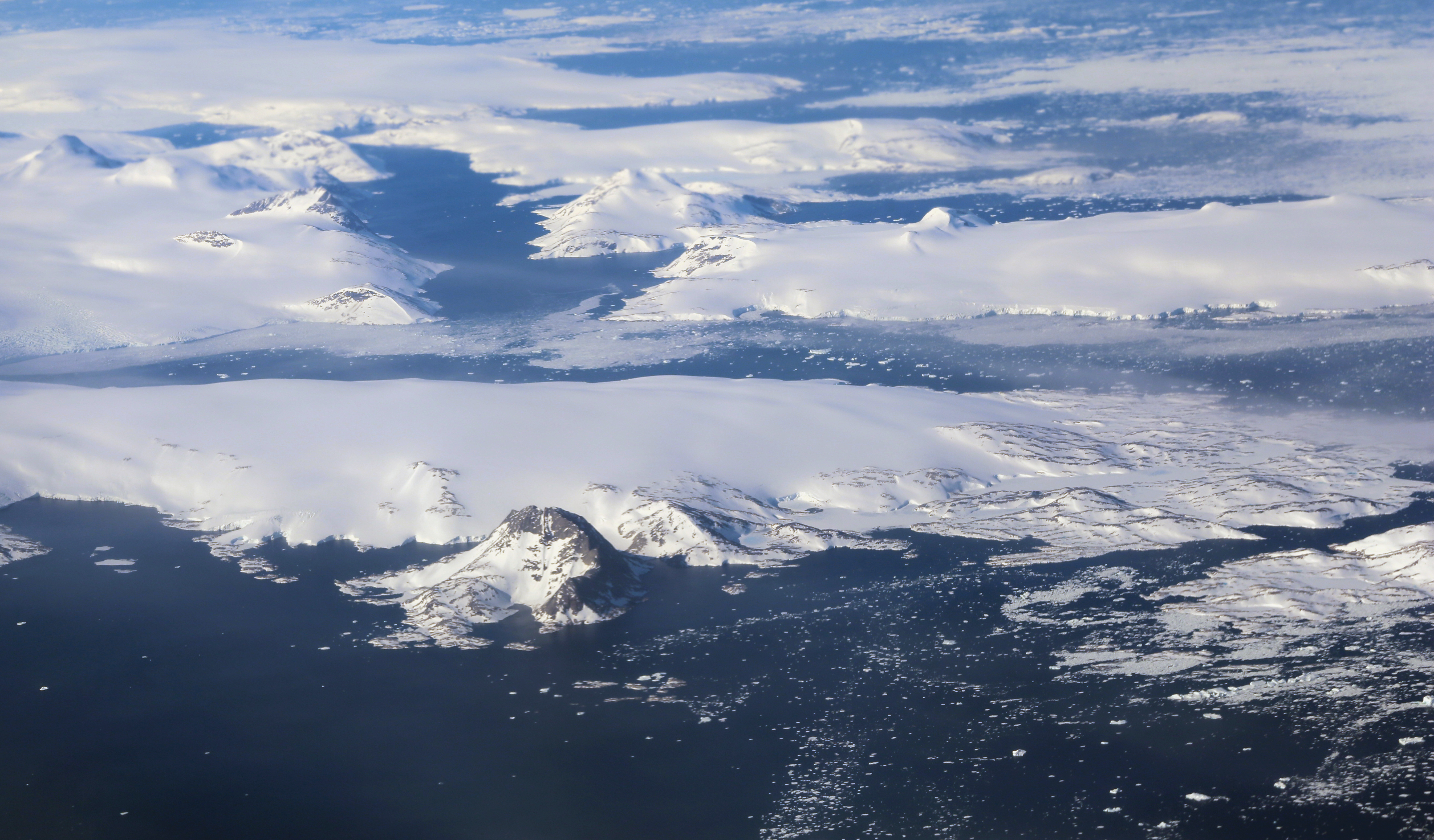
Costa est de Sermersooq, exactament al sud dels 64°N

Sermersooq és un dels dos municipis situats a cavall dels costats occidentals i orientals de l'illa, però és l'únic municipi on els establiments de les dues costes estan connectats a través de vols regulars des de l'aeroport de Nuuk fins a l'aeroport de Kulusuk i l'aeroport de Nerlerit Inaat i al revés, operats durant tot l'any per Air Greenland. També hi ha vols locals entre Nuuk i l'aeroport de Paamiut a la costa oest.

## Llengua
El kalaallisut, el dialecte occidental del groenlandès, es parla als pobles i assentaments de la costa occidental. També es fa servir el danès als nuclis més grossos. El tunumiit oraasiat, el dialecte oriental del groenlandès, es parla a la costa oriental.

## Llogarets i assentaments
- Àrea d'Ammassalik
  - Tasiilaq (nom anterior: Ammassalik)
  - Kuummiut
  - Kulusuk (en danès: Kap Dan)
  - Tiniteqilaaq
  - Sermiligaaq
  - Isortoq
- Àrea d'Ittoqqortoormiit
  - Ittoqqortoormiit (en danès: Scoresbysund)

- Àrea d'Ivittuut
  - Kangilinnguit (en danès: Grønnedal)
- Àrea de Nuuk
  - Nuuk (en danès: Godthåb)
  - Kapisillit
  - Qeqertarsuatsiaat (en danès: Fiskenæsset)
- Àrea Paamiut
  - Paamiut (en danès: Frederikshåb)
  - Arsuk